# スキだよ -MY LOVE-/AMOR
「スキだよ -MY LOVE-/AMOR」（すきだよマイラブ/アモール）は、BoAの40枚目のシングルで、2019年4月3日に発売。
avex traxより発売。

## 解説
前作『Lookbook』から3年4か月ぶりとなるニューシングル。
「AMOR」のミュージック・ビデオは、2018年12月下旬にYouTubeにて先行公開された。
両A面シングルで発売したのは、2013年に発売された 35thシングル『Message/Call my name』以来6年ぶり。
DVD付き限定盤では、a-nation 2018のダイジェストで収録。
次作同様、アルバム未収録。

## 収録曲

### CD
1. スキだよ -MY LOVE-
作詞: GACKT.C、作曲:BoA・Shaun kim・Brian cho
2. AMOR
作詞: MEG.ME 作曲: BoA・Stainboy
3. スキだよ -MY LOVE- (Instrumental)
4. AMOR (Instrumental)

### DVD (完全生産限定盤)
1. AMOR (Music Video)
2. AMOR (Music Video Making Clip)
3. a-nation 2018 DIGEST
  - QUINCY
  - make a secret
  - Rock With You
  - LISTEN TO MY HEART
  - Shine We Are!
  - VALENTI
  - Jazzclub